# Burmannia dasyantha
Burmannia dasyantha är en enhjärtbladig växtart som beskrevs av Carl Friedrich Philipp von Martius. Burmannia dasyantha ingår i släktet Burmannia och familjen Burmanniaceae. Inga underarter finns listade i Catalogue of Life.

## Bildgalleri

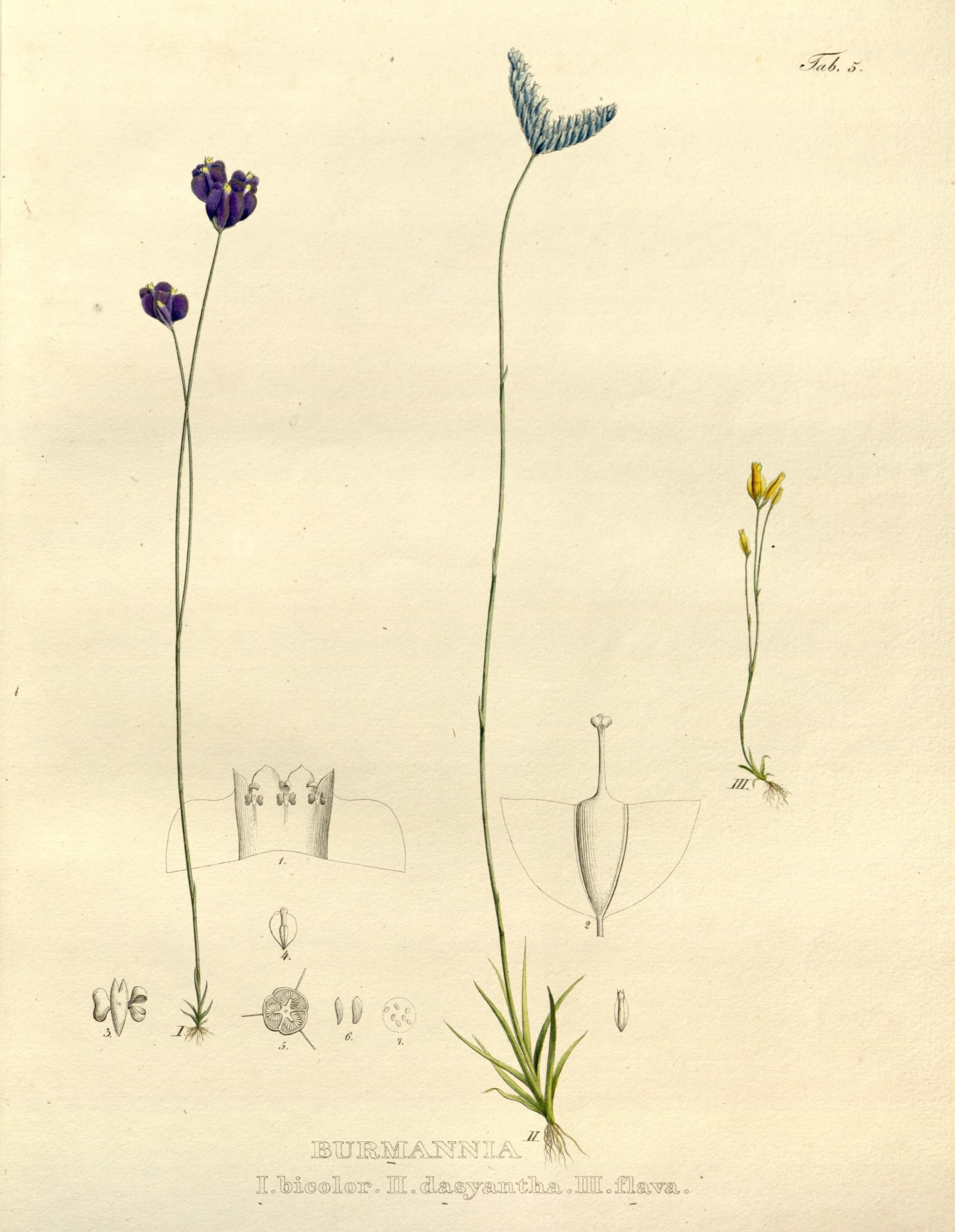